# Луна 1
Луна 1, (Луна Е-1 № 4) първоначално известен като Първи Космически кораб, а по-късно като Мечта, е съветска космическа сонда. Това е първият апарат, изстрелян от СССР по програмата Луна, който достига близко разстояние до естествения спътник на Земята. Целта на мисията е сблъсък с лунната повърхност, но вместо това апаратът попада в околослънчева орбита.
Потвърдено е наличието на високоенергийни частици във външната част на радиационния пояс на Ван Алън. Измерванията, направени по време на космическия полет, дават нова информация за радиационния пояс. Сондата разкрива, че Луната няма следи от магнитно поле. Също така са извършени първите директни измервания на слънчевия вятър, силен поток от йонизирана плазма, излъчвана от Слънцето и насочена към междупланетното пространство. Концентрацията на енергийни частици в плазмата е измерена на 700 частици в 1 cm3 при височина 20 – 25 хил. km и 300 – 400 частици на cm3 при височина 100 – 150 хил. km.
Малфункция в наземния контрол причинява грешка в горенето на ракетата-носител и космическият апарат пропуска своята цел Луната, като прелита на разстояние 5900 km. Луна 1 е първият обект с човешки произход, който влиза в хелиоцентрична орбита и затова по-късно е преименуван на Мечта. Орбитата на Луна 1 се намира между Земята и Слънцето. Обозначението на апарата Луна 1 е възприето със задна дата години по-късно.

## Конструкция
Апаратът има сферична форма и разполага с пет антени, монтирани към едното му полукълбо. Инструментите са монтирани в издатини по обвивката. Общата маса на космическата сонда и ракетата-носител (заедно с ракетното гориво) е била 1472 kg. Оборудването включва радиотелеметрична система, магнитометър, гайгеров брояч, сцинтилатор, микрометеоритен детектор.
Поради факта, че на апарата не са инсталирани двигатели, както и поради високата му скорост, съчетана с емблемата с герба на СССР на борда, се смята, че целта на мисията е сблъсък с повърхността на Луната.

## Полет
Луна 1 е изстрелян на 2 януари 1959 г. с ракета-носител Луна (8К72) от космодрума Байконур.
Луна 1 става първият обект с изкуствен произход, достигнал втора космическа скорост, след като се отделя от третата степен на ракетата-носител, тежаща 1472 kg с размери 5,2 m дължина и 2,4 m диаметър. На 3 януари бива изпуснат 1 kg натриев газ на разстояние 113 000 km от Земята, като по този начин апаратът става първата изкуствена комета. Оранжевата газова опашка е видима над Индийския океан с величина 6. Опашката позволява следене на апарата от астрономите и представлява експеримент, разкриващ поведението на газовете в космоса. На 4 януари, 34 часа след изстрелване, апаратът преминава на 5995 km над повърхността на Луната и се установява на орбита около Слънцето между тези на Земята и Марс с ексцентрицитет 0,148 и орбитален период около 450 денонощия.